# Charlie Wilson
Charles Nesbitt Wilson (1. června 1933 – 10. února 2010) byl americký kongresman za texaský 2. okrsek a člen demokratické strany. Je znám především vedením kongresu při podpoře Operace Cyklon, historicky největší tajné operace CIA, která během administrativy prezidentů Jimmyho Cartera a Ronalda Reagana zásobovala vojenským materiálem a zbraněmi afghánské mudžahedíny během Sovětské války v Afghánistánu.

## Sovětsko-afghánská válka
V roce 1980 byl jmenován jako jeden ze členů přerozdělovacího výboru obrany. Z této funkce mohl peněžně podporovat mudžahedínské povstalce, hlavní afghánské síly proti Sovětům. Za tuto dobu byl schopen několikrát mnohonásobně navýšit rozpočet na jejich podporu, za tyto peníze byly např. nakoupeny zbraně schopné sestřelit vrtulníky typu Mil Mi-24. Výrazně tím tak přispěl k porážce Sovětů v Afghánistánu.

## V populární kultuře
V roce 2007 o něm byl natočen biografický snímek Soukromá válka pana Wilsona, v hlavní roli s Tomem Hanksem.